# Гьока Павлов
Гьока Павлов е български възрожденски търговец, хаджия, участник в българското националноосвободително движение и благодетел.

## Биография
Гьока Павлов е роден през 1836 г. в град Сопот. Остава сирак на 12 – 13 годишна възраст. Дълго време работи като чирак. Отваря магазин в Силистра. Емигрира в Русия. Участва в Кримската война и е ранен със сабя. Знае няколко езика. След завръщане в България, продължава да работи в Силистра (търговия с коне, джамбазлък). Установява, че в Цариград на пазара много се търсят коне за кервани. Отива в Хърватско, Босна и Херецеговина и закупува евтини коне. Отглежда ги от ранна пролет и продава на висока цена. Занимава се с търговия из цялата Османска империя.
Другар и съратник на Васил Левски. Председател на Сопотския частен революционен комитет. Взема дейно участие в подготовката на Априлското въстание (1876).
По време на Руско-турската война (1877 – 1878) е един от главните организатори на отбраната на Сопот (края на юли-началото на август 1877), а след това и на бягството на сопотненци през Балкана. Закупува на зелено грозде за вино от Асеновградско, Брестовица и Перущица. Подпомага материално училищата в Сопот.
След Освобождението живее в Пловдив. Първата къща на хаджи Гьока в Пловдив е срещу паметника на Съединението. Жени се два пъти и има 7 – 8 деца.
Хаджи Гьока и Минчо Вазов (Айваза) (бащата на Иван Вазов) са от двама братя деца, в разделена обща къща. Хаджи Гьока заминава на търговия, а Айваза го моли да си построи плевня в двора на един етаж. Като се връща след 6 месеца вижда, че е построена незаконно плевня на два етажа. Имат подписан документ и започва спор в турския съд. Айваза успява да спечели делото, а Хаджи Гьока отива във висшата инстанция Духовния съд (Цариград). Съдията му издава документ, който оборва всички други документи. Връща се и бута втория етаж, който засенчва неговите помещения.
Негов наследник е областният управител на Пловдивска област Гьока Хаджипетров.